# Kohlschabe
Die Kohlschabe oder auch Kohlmotte (Plutella xylostella) ist ein Schmetterling aus der Familie der Schleier- und Halbmotten (Plutellidae).

## Merkmale
Die Falter erreichen eine Flügelspannweite von 12 bis 18 Millimetern. Die Vorderflügel sind sehr variabel gefärbt, ihre Grundfarbe kann von einfarbig braun bis nach grau und dunkel reichen. In der Mitte der Flügel verläuft längs eine gewellte helle Linie, die die Flügel in einen unteren, dunklen und einen oberen, hellen Teil trennt. Von oben gesehen haben die Falter bei geschlossenen Flügeln dadurch einen markant gefärbten Rücken. 
Die Raupen werden etwa 8,5 Millimeter lang und haben eine grüne Körperfarbe. Die Kopfkapsel ist bei Raupen der ersten beiden Stadien schwarz, später ist sie braun. 

## Vorkommen
Die vermutlich ursprünglich aus dem Mittelmeerraum stammende Art ist durch den Menschen nach und nach in verschiedene Erdteile verschleppt worden, sodass sie heute weltweit, auch in entlegenen Gebieten, verbreitet ist. Sie ist überall häufig und tritt in manchen Jahren auch massenhaft auf.

## Lebensweise
Die nachtaktiven Falter findet man meistens an oder in der Nähe der Raupennahrungspflanzen. Sie fliegen die ganze Nacht über, ab etwa eine Stunde nach Sonnenuntergang bis eine Stunde vor Sonnenaufgang. Sie werden zu den Wanderfaltern gezählt und können durch ihren Flug schwache Populationen rasch ausgleichen. Tagsüber ruhen die Tiere in der Vegetation und fliegen bei Störung kurz ziellos umher. Sie saugen Nektar an Blüten von Kreuzblütengewächsen (Brassicaceae). Sie sind nur mäßige Flieger und fliegen hüpfend meist nur kurze Distanzen. Mit Hilfe des Windes können sie aber auch große Distanzen überwinden. 

### Flug- und Raupenzeiten
Die Falter fliegen in Mitteleuropa in zwei Generationen von April bis Oktober, in den übrigen gemäßigten Zonen kommen maximal sechs Generationen pro Jahr vor, wobei die durchschnittliche Entwicklungsdauer von 18 bis 51 Tagen variiert. Bei einer Jahresdurchschnittstemperatur von etwa 26 °C dauert die Entwicklung vom Ei bis zum Falter nur etwa 11 Tage, sodass in einem Jahr bis zu 30 Generationen aufeinanderfolgen können. Diese ununterbrochene und zugleich überlappende Generationenfolge tritt beispielsweise auf Hawaii oder im Süden der Vereinigten Staaten auf. Die Raupen findet man in Mitteleuropa von Juni bis Juli und von August bis September. 

### Nahrung der Raupen
Die Raupen ernähren sich von Kreuzblütengewächsen, wie beispielsweise von der für die Landwirtschaft wichtigen Gattung Kohl (Brassica). Sie fressen meist an den Blättern, seltener auch an den Samenanlagen.

## Paarung und Entwicklung
Die Paarung dauert etwa eine Stunde und findet am selben Tag nach dem Schlüpfen, ruhend auf der Vegetation statt. Die Eiablage erfolgt in der Regel bereits kurz danach, wobei ein Weibchen für die Dauer von etwa 10 Tagen im Durchschnitt insgesamt 159 Eier ablegt. Sie legen ihre Eier einzeln oder in Gruppen von zwei bis acht Stück auf der Ober- oder Unterseite von den Blättern der Nahrungspflanzen ab. Häufig werden sie an der Mittelrippe, aber auch an den Blattstielen und den jungen Stängeln abgelegt. Die Eier sind etwa 0,64 mal 0,32 Millimeter groß, oval, abgeflacht, haben eine feine netzartige Struktur und glänzen gelblich. Vor dem Schlupf, nach etwa zwei bis acht Tagen verfärben sie sich dunkel und man kann die Raupe darin erkennen. Die Raupen durchleben vier Stadien bis zur Verpuppung, die nach 6 bis 30 Tagen eintritt. Sie fressen in einem locker gewobenen Gespinst zunächst als Minierer unterhalb der Epidermis und formen dabei weißliche Minen, später fressen sie an der Unterseite sitzend das komplette Blatt, hinterlassen aber die Adern unberührt. Stört man sie, winden sie sich schnell und lassen sich häufig gesichert an einem seidenen Faden zu Boden fallen. An diesem Faden können sich nach einiger Zeit wieder auf die Pflanze hinaufklettern. Die Raupen sind anfällig für Regen, durchschnittlich 56 % ertrinken daran, wobei starker Regen und niedrige Temperaturen höhere Ausfälle verursachen. Die Verpuppung erfolgt ebenfalls in einem weißen, lockeren, netzartigen Gespinst meist auf der Unterseite der Blätter oder an anderen versteckten Orten an der Nahrungspflanze bzw. am Boden im Streu. Nach durchschnittlich acht Tagen schlüpfen die Imagines. In Mitteleuropa erfolgt die Verpuppung im Juli und August bei der ersten Generation und im Oktober bis zum April des darauffolgenden Jahres bei der zweiten. 

## Schadwirkung und Bekämpfung
Die Kohlschabe ist einer der wichtigsten Schädlinge an Kreuzblütengewächsen, im Speziellen an Kohl. Durch ihren Fraß an Blättern, aber auch Blütenständen richtet die Art so starke Schäden an, dass in manchen Regionen ein Kohlanbau ohne Schädlingsbekämpfung nicht wirtschaftlich  ist. Insbesondere im letzten Raupenstadium sind die Tiere sehr gefräßig. 
Die Bekämpfung der Art ist schwierig, da sie häufig resistent gegen verschiedenste Insektizide wird. In Nordamerika sind Resistenzen gegen Permethrin und Methomyl bekannt. Vor allem eine Kombination von verschiedenen Bekämpfungsmethoden ist erforderlich, um die Resistenz gegen Insektizide zu minimieren. Die Kohlschabe ist die erste Art, bei der eine Resistenz gegen Bt-Toxine auftrat.
Etwa 90 Parasiten sind weltweit bekannt, die die Populationen der Kohlschabe dezimieren. In der Landwirtschaft spielen sie allerdings durch die minimale Schadenstoleranz bei Pflanzen, die für den Verkauf bestimmt sind, neben den übrigen Methoden der Schädlingsbekämpfung nur eine untergeordnete Rolle. Trotzdem hatten auf Hawaii verschiedene ausgesetzte Parasitoide, wie beispielsweise die Brackwespe Cotesia plutellae aus Europa, Erfolge bei der Bekämpfung.

## Belege